# Razil Chazietdinow
Razil Riszatowicz Chazietdinow (ros. Разиль Ришатович Хазетдинов, ur. 5 marca 1985 w Ufie) – rosyjski skoczek narciarski pochodzący z Baszkortostanu, reprezentant klubu Łokomotiw Ufa. Medalista mistrzostw Rosji.

## Przebieg kariery
Chazietdinow jest medalistą mistrzostw Rosji – w marcu 2003 na skoczni o punkcie konstrukcyjnym K-110 w kompleksie Aist w Niżnym Tagile, wraz z zespołem Baszkortostanu (skakali w nim również Dmitrij Pusienkow, Emil Mulukow oraz Dmitrij Wasiljew), zdobył brązowy medal w zmaganiach o tytuł drużynowego mistrza kraju. W sezonie 2004/2005 zajął, ex aequo z Aleksandrem Czalcewem, 3. pozycję w klasyfikacji generalnej Pucharu Rosji, tracąc 33 punkty do zwycięzcy tego cyklu – Antona Kaliniczenki.
Jego pierwszym trenerem był Władimir Nikulin, a później trenował z Ramilem Abrarowem, który był między innymi trenerem osobistym Dmitrija Wasiljewa. Młodszy brat Razila Chazietdinowa, Ilmir Chazietdinow, również jest skoczkiem narciarskim, a skoki narciarskie zaczął uprawiać dzięki bratu, który w młodości zabierał go ze sobą na treningi tej dyscypliny sportu.
Chazietdinow jest absolwentem szkół sportowych (SDJuSzOR, a następnie SzWSM) w Ufie. Reprezentował klub Łokomotiw Ufa. Posiada tytułu rosyjskiego Mistrza Sportu.